# هارالد بلوتوث
هارالد «بلوتوث» جورمسون (بالنوردية القديمة: Haraldr Gormsson ,بالدنماركية: Harald Blåtand Gormsen , توفي عام 985/86 م) كان ابن الملك غورم القديم وزوجته ثيرا دانيود. هارالد حكم كملكا للدنمارك من عام 958 م إلي عام 986 م آتي هارالد بالمسيحية إلى الدنمارك وعزز حكمه على معظم جوتلاند وزيلاند. كان حكم هارالد كملك للنرويج في أعقاب اغتيال الملك هارالد جريكلوك ملك النرويج غير مستقر، على الأرجح استمر لأكثر من بضع سنوات في سبعينيات القرن الثامن ميلادي. تقول بعض المصادر إن ابنه سوين فوركبيرد طرده قسراً من حكمه قبل وفاته.

## الاسم

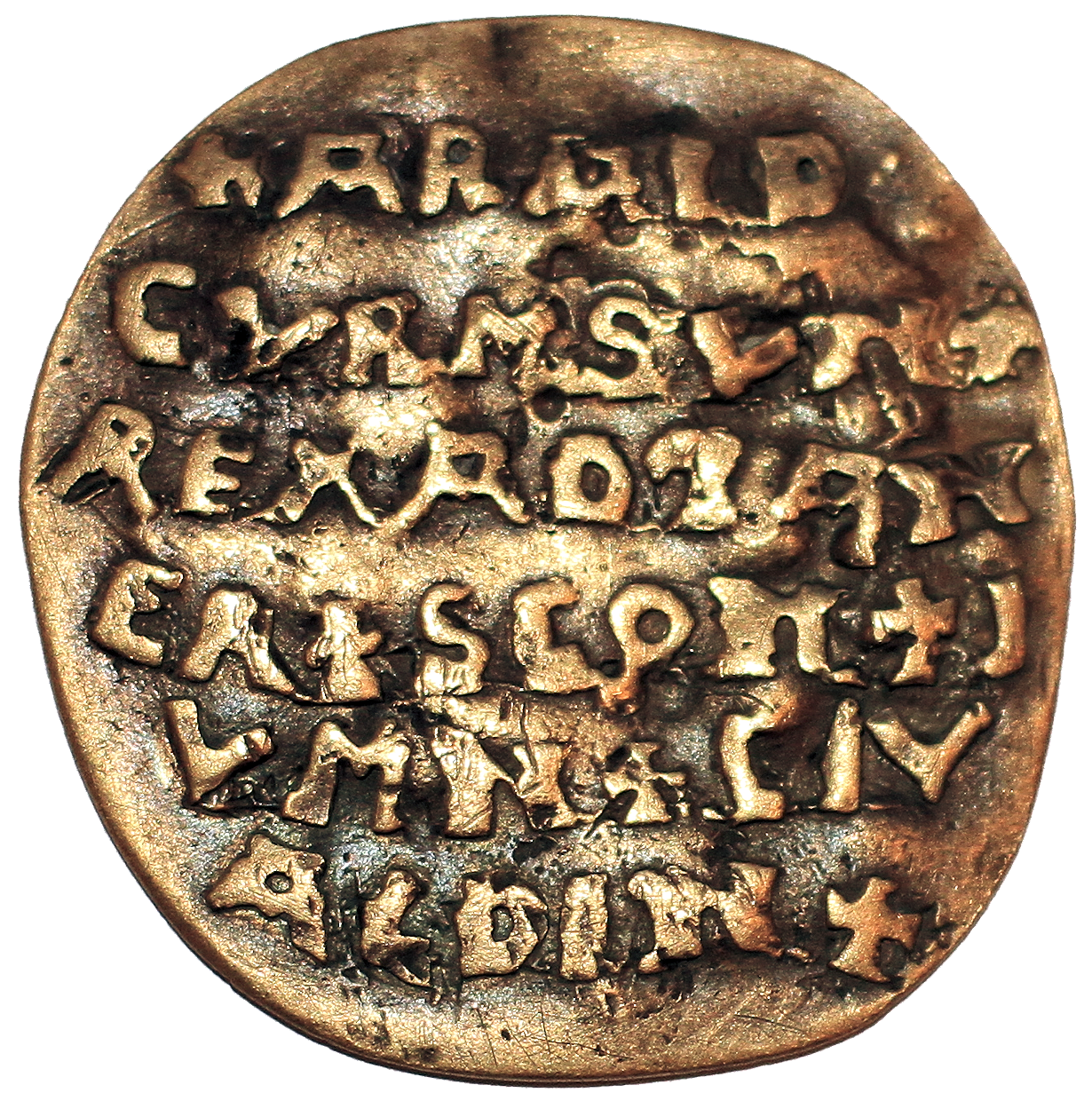
قرص كرمسون مع اسم «هارالد» منحوت علي أول سطر من القرص

كتب اسم هارالد علي صخور يلينج بالابجدية الرونية هكذا (haraltr : kunukʀ (ᚼᛅᚱᛅᛚᛏᚱ ᛬ ᚴᚢᚾᚢᚴᛦ), في اللغة الاسكندنافية القديمة تتطابق تلك الكلمة مع كلمة Haraldr konungr «هارالد كونونغور» التي تعني «هارالد الملك».
الاسم اللاتيني في سجلات الدنمارك في العصور الوسطي جاء علي النحو التالي: (Haraldus Gormonis filius), الاسم المعطي Haraldr متطابق مع الاسم Hearweard أو Harold بالانجليزية القديمة، اما فالالمانية القديمة العليا فكان يكتب Heriwald من كلمة Hari التي تعني جيش وكلمة wald التي تعني حكم
اسم هارالد أيضا تم ذكره علي قرص كرمسون,
الذي أعيد اكتشافه في عام 2014 (لكن جزءًا من القرص اكتُشف سابقًا في عام 1841 في سرداب كنيسة قرية ويجيكوو في بوميرانيا وكان يرجع الي عصر الفايكنج)، ومكتوب علي القرص: ARALD CVRMSVN + REX AD TANER + SCON + JVMN + CIV ALDIN، أي 'هارالد جورمسون، ملك الدنماركيين، سكانيا، جومني، أولدنبورغ.

## ملكه

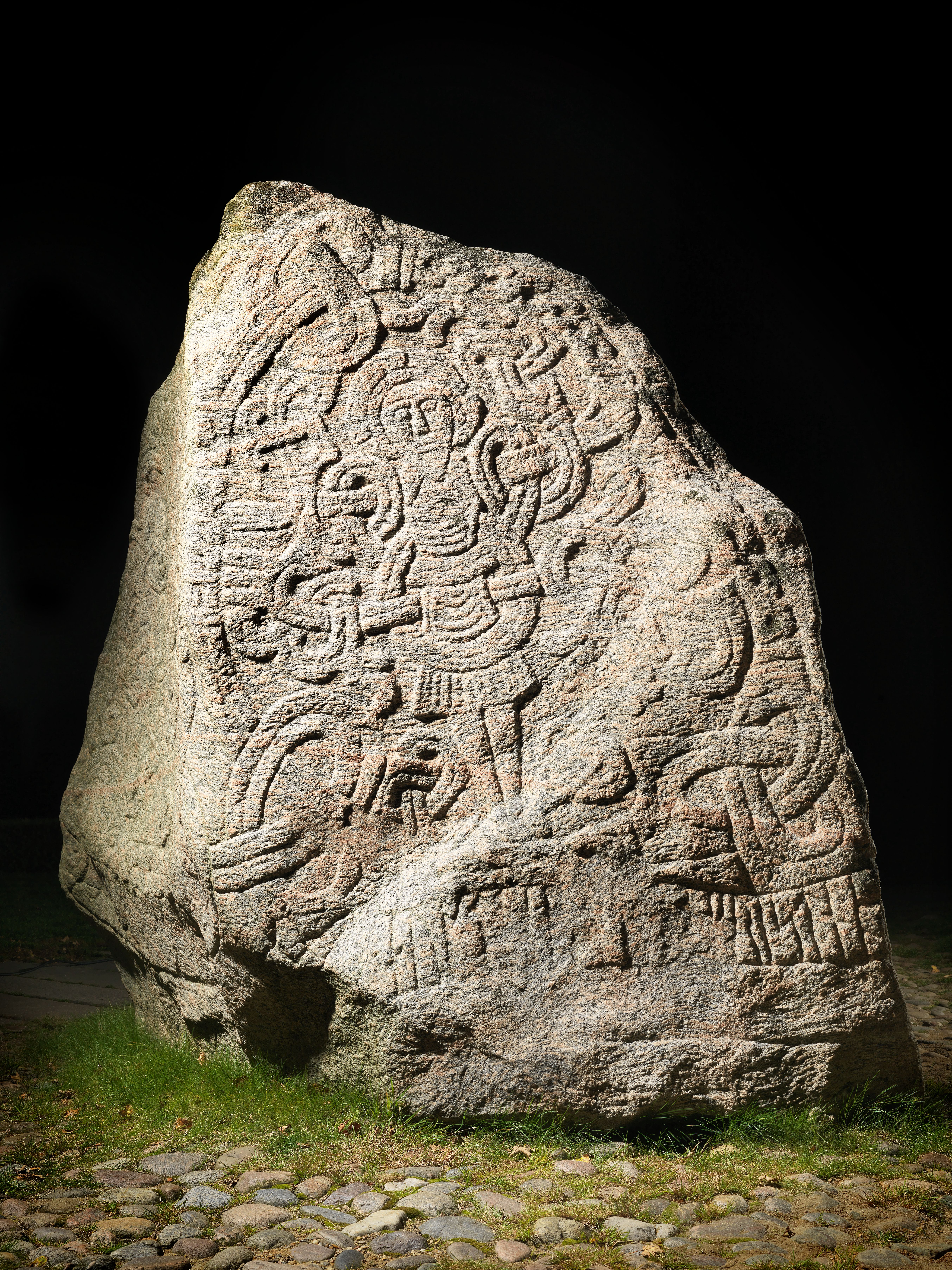
واحدة من صخرتيّ يلينغ اللتان تشهدان على توحيد هارالد بلوتوث للدنمارك ودخولها المسيحية.

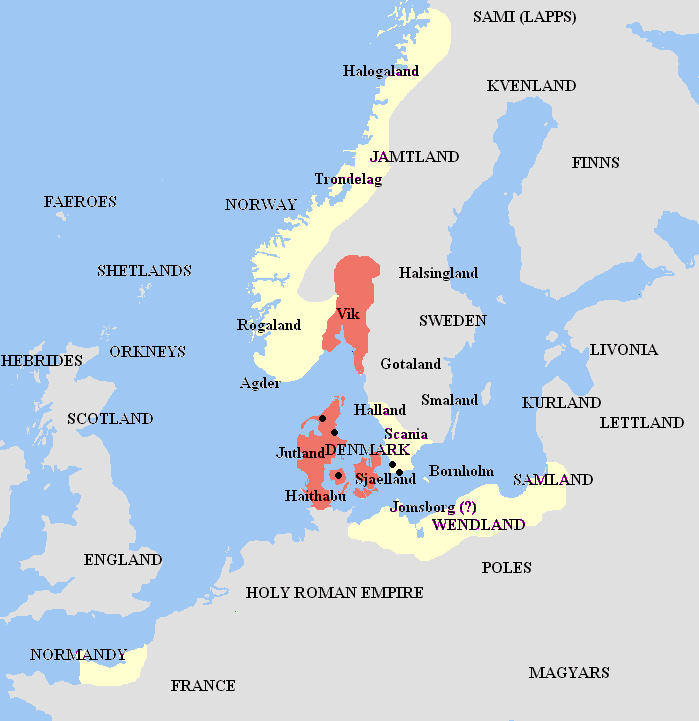
مملكة هارالد ومناطق حكمه (بالأحمر), حلفاءه وتابعيه (بالأصفر).

خلال فترة حكمه، أشرف هارالد على إعادة بناء حجارة جيلينج، والعديد من الأشغال العامة الأخرى. والأكثر شهرة هو تحصين قلعة أروس (في الوقت الحاضر آرهوس، عاصمة جوتلاند) التي كانت في موقع مركزي في مملكته في عام 979. يعتقد البعض أن هذه المشاريع كانت وسيلة له لتعزيز السيطرة الاقتصادية والعسكرية على بلده والمدينة الرئيسية. تم بناء الحصون الدائرية في خمسة مواقع إستراتيجية بجانب آرهوس: تريلبورج في زيلاند، وبوريرينغ في شرق زيلاند (لم يتم بعد إنشاء البنية الداخلية لهذه القلعة)، ونونباكين في فونن، وفيركات في هيمرلاند (شمال جوتلاند) واجيرسبورغ قرب ليمفجورد. جميع القلاع الخمسة كانت لها تصاميم متشابهة: دائرية تمامًا بها بوابات تفتح على الزوايا الأربع للأرض، وفناء مقسم إلى أربعة مناطق تحتوي على منازل كبيرة في نمط مربع. وهناك تريلبورج السادس بتصميم مماثل، يقع في بورجبي، في سكانيا، يعود تاريخه إلى حوالي عام 1000 وربما بناه الملك هارالد وتقع الحصن الثاني المسمى تريلبورغ بالقرب من مدينة تريلبورغ الحديثة في سكانيا في السويد الحالية. قام ببناء أقدم جسر معروف في الدول الاسكندنافية، يبلغ طوله 5 أمتار (16 قدم) و 760 مترًا (2490 قدمًا) يعرف بجسر رافينج في مروج رافينج.

## اعتناقه المسيحية
إن اعتناق الملك هارولد بلوتوث المسيحية محل خلاف لأن كتاب القرون الوسطى مثل ويدوكايند اوف كورفي والألماني آدم البريمني يقدمون روايات متضاربة حول كيفية حدوث ذلك.
يدّعي ويدوكايند الكورفي ان أثناء حياة الملك هارالد والملك أوتو الأول أن هارالد قد تم تحويله الي المسيحية من قبل رجل دين باسم البابا ، عندما سأله هارالد ان يثبت إيمانه بالمسيح، حمل 'احمالا كبيرة' من الحديد الذي تم تسخينه بالنار دون يتم حرقه.نص الصفحة. وفقا للمؤرخ الدنماركي ساكسو جراماتيكوس في القرن الثاني عشر، قام رجل الدين بوبو بمعجزة لابن هارالد سوين فوركبيرد بعد أن كان لدى سوين أفكار غريبة عن معموديته. نص الصفحة. لم يذكر ساكسو شيئا عن معمودية هارالد، إلا أنه ذكر أنه قد أسس كنيسة.نص الصفحة.

## زوجاته وابنائه
الزوجات:
1. جانهيلد
2. ثورا (توفا) ابنة الأمير ميستفوج السلافي. تزوجها هارالد عام 970 م
3. جايرد اولافسدوتير

الأبناء:
1. تايرا هارالدسداتير زوجة سترايبجورن القوي
2. سوين فوركبيرد ولد تقريبا عام 960 م، يقال انه ابن غير شرعي لهارالد وجانهيلد
3. هاكون سغاردسون
4. جانهيلدي الأبنة، يعتقد انها اخت سوين فوركبيرد، بعض المصادر القديمة تقول انها ربما قتلت في مجزرة سانت برايس بأنجلترا في نوفمبر 1002 م